# شعبانلو (چهاربرج)
شعبانلو، مرکز دهستان مرحمت‌آباد میانی و روستایی از توابع بخش مرکزی شهرستان چهاربرج در استان آذربایجان غربی ایران است.

## جمعیت
این روستا در دهستان مرحمت‌آباد شمالی قرار دارد و براساس سرشماری عمومی نفوس و مسکن در سال ۱۳۹۵، جمعیت آن برابر با ۲،۰۶۴ نفر (۶۱۴ خانوار) بوده‌است لازم به ذکر است اهالی این روستا به  زبان ترکی آذربایجانی صحبت میکنند.